# Huelma
Huelma – gmina w Hiszpanii, w prowincji Jaén, w Andaluzji, o powierzchni 250,29 km². W 2011 roku gmina liczyła 6162 mieszkańców.